# NGC 5639
NGC 5639 este o galaxie spirală situată în constelația Boarul. A fost descoperită în 15 mai 1830 de către John Herschel. Se află la o distanță de 55,13 de megaparseci de Pământ.